# Физички инвалидитет
Физички инвалидитет (енгл. physical disability) јесте ограничење физичког функционисања, покретљивости, спретности или издржљивости особе. Може оштетити кретање особе у облику делимичног или потпуног губитка кретања. Остале врсте физичког инвалидитета, као што су респираторне болести, епилепсија, слепило и поремећаји спавања, могу ограничити разне аспекте и активности из свакодневног живота.

## Узроци
Узроци физичког инвалидитета могу бити разноврсни:
- болести: мождани удар, мултипла склероза, анкилозирајући спондилитис, парализа;[4]
- генетика: Дишенова мишићна дистрофија, Помпеова болест, мишићна дистрофија;[5]
- малформације: микроцефалија, спина бифида, гокомелија;[6]
- сколиоза: неправилан раст кичменог стуба;
- трауме: трауматска повреда мозга;
- услови живота;
- старење.

## Врсте
Физички инвалидитет обухвата губитак или оштећење горњих или доњих екстремитета, лошу ручну спретност и оштећење једног или више органа у телу. Инвалидност у кретању може бити урођени или стечени проблем или последица болести.

### Оштећење вида
Оштећење вида је још једна врста физичког оштећења. Постоје стотине хиљада људи који у великој мери пате од лакших до разних озбиљних повреда или оштећења вида (нпр. сива мрена). Ове врсте повреда такође могу довести до озбиљних проблема или болести, као што су слепило и траума ока. Оштећење вида се често дефинише као најбоље коригована оштрина вида која је гора од било 20/40 или 20/60. Оштећење вида може довести до проблема при нормалним свакодневним активностима, попут вожње, читања, дружења и ходања. Слепило настаје као последица физиолошких или неуролошких поремећаја, повреда итд.

### Губитак слуха
Губитак слуха је делимична или потпуна немогућност слушања. Глувоћа може бити узрокована наследним факторима, повредама или разним обољењима. Код неких људи, нарочито старијих особа, губитак слуха може да доведе до усамљености. Губитак слуха може да буде привремен или трајан. Особа с оштећењем слуха може мало да чује или да уопште не чује.
Физичко инвалидитет се такође може приписати поремећајима који узрокују, између осталог, недостатак сна, хронични умор, хронични бол и нападе.